# Peinaleopolynoe elvisi
Peinaleopolynoe elvisi — вид багатощетинкових червів родини Polynoidae. Описаний у 2020 році.

## Назва
Вид названо на честь американського співака Елвіса Преслі за його яскраві покриви.

## Поширення
Глибоководний вид. Поширений на сході Тихого океану. Виявлений біля узбережжя Каліфорнії (на глибині 1820 м) та Коста-Рики (до 2 км).

## Опис
Тіло овальної форми, завдовжки 10-30 мм, завширшки 7-15 мм. Тіло складається з 21 сегмента. Ротовий апарат складається з 6 або 7 пар присосок. Очі відсутні. Забарвлення золотисто-рожево-фіолетове, переливається різними кольорами. Peinaleopolynoe elvisi відрізняється від інших представників роду Peinaleopolynoe тим, що на фаринкс є шість пар крайових папилл (у інших видів їх сім пар).

## Екологія
Екземпляри P. elvisi були знайдені на океанському дні і асоційовані з кістками хребетних (китів, риб) або потонулою деревиною.